# Operacija Cast Lead
Operacija Cast Lead (hebrejsko מבצע עופרת יצוקה, Mivtza Oferet Yetzukah) je trenutna izraelska vojaška operacija, ki so jo Izraelske obrambne sile (IDF) sprožile 27. decembra 2008 zaradi predhodnih Hamasovih raketnih napadov na Izrael, ki so kršili sprejeto premirje.
Ponoči 3. januarja 2009 pa so izraelski vojaki pričeli tudi s kopensko ofenzivo v Gazi.